# Delta Center
Delta Center är en idrottsarena i Salt Lake City i Utah i USA. Arenan är hemmaarena för Utah Jazz, Utah Blaze och Utah Basketball League Salt Lake Devils. Arenan används även för konserter. Den började byggas 1990 och stod klar 1991. Från och med 2024 kommer den även att användas för den nya NHL-klubben i staden.

## Namn
Arenan antog namnet Delta Center vid öppnandet 1991, via ett 15-årigt namnrättighetsavtal med Delta Air Lines. Under 2002 års olympiska vinterspel var arenan känd som Salt Lake Ice Center. Sedan Delta 2006 underlät att förnya avtalet sålde arenans ägare Larry H. Miller namngivningsrätten till det lokalt baserade energihanteringsbolaget EnergySolutions. Därefter hette arenan EnergySolutions Arena, under ett tioårigt avtal. Namnet var inte populärt, och kritiker till EnergySolutions verksamhet med hantering av uttjänt kärnreaktorbränsle kallade den bland annat för "the Dump" och "Glow Dome".
Hösten 2015 köptes namngivningsrättigheterna av det lokala säkerhetsbolaget Vivint, på ett tio år långt kontrakt. Efter knappt åtta år som Vivint Smart Home Arena återfick dock anläggningen 2023 sitt ursprungliga namn Delta Center, sedan Delta Air Lines i början av året återköpt namngivningsrätten.

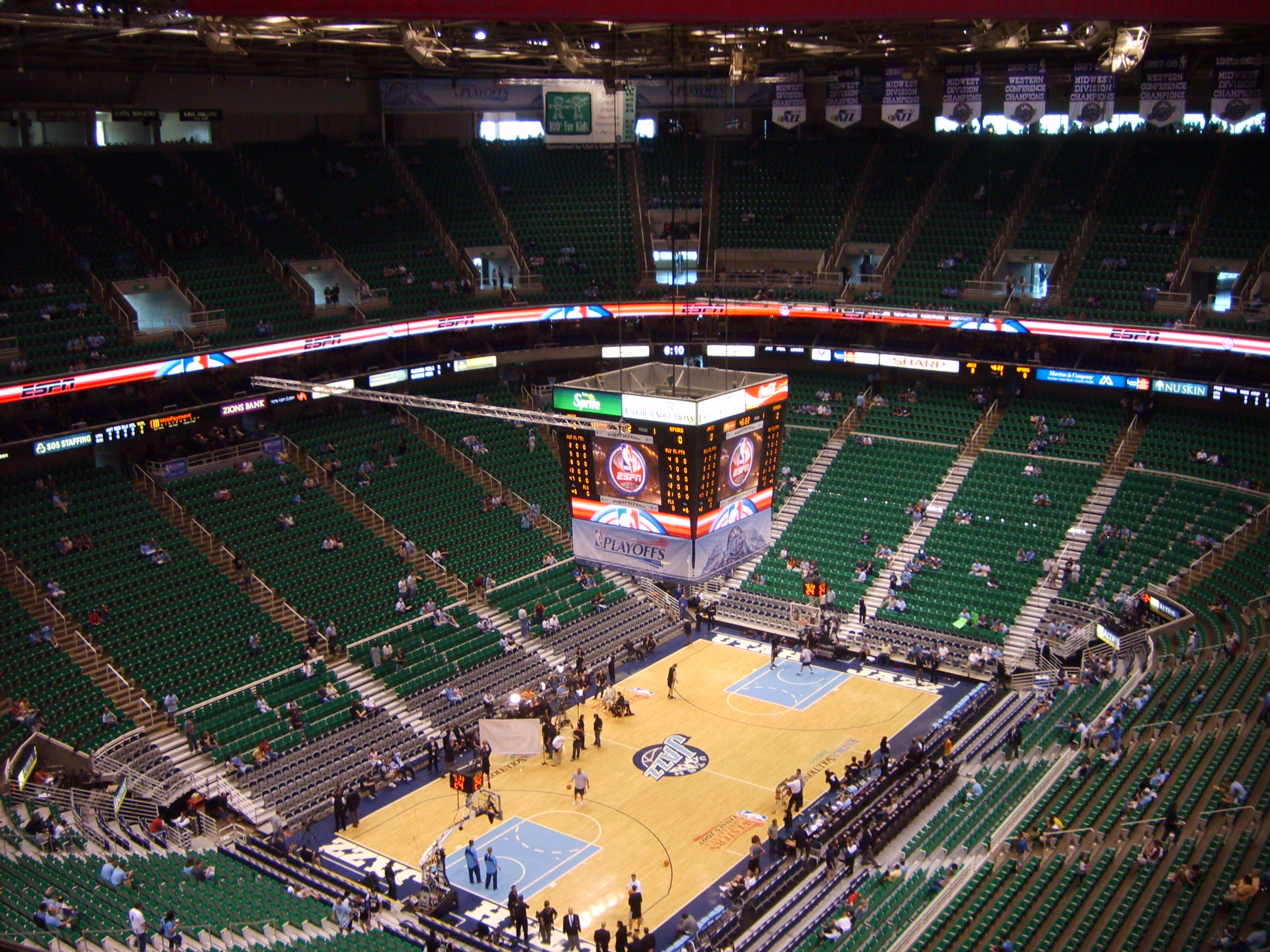
Inre vy från läktarplats, i samband med en Utah Jazz-match 2007.

## Användning
Anläggningen är hemmaarena för Utah Jazz, Utah Blaze och Utah Basketball League Salt Lake Devils. Fram till 1994 användes arenan även av det lokala ishockeylaget Salt Lake Golden Eagles; 1994 såldes dock klubben och flyttade till Detroit.
Från och med 2024/2025 års NHL-säsong kommer Delta Center att vara hemmaarena för Utahs första NHL-klubb. Klubben bildades samma år, efter att Arizona Coyotes sålts till ägaren av Utah Jazz Ryan Smith. Smith blev ägare till anläggningen 2020.
Under basketmatcher är publikkapaciteten 18 000–20 000 och under konserter cirka 14 000.